# Taiyanyanokhotana
Taiyanyanokhotana, ogranak Kaiyuhkhotana Indijanaca s rijeke Kuskokwim na Aljaski. Njihova glavna sela bila su smještena u blizini ruske trgovačke postaje Kolmakof, a zvala su se Napai i Akmiut. Populacija im je 1890. iznosila 210 (122 muškarca i 88 žena). Selo Akmiut u kasnijem je vremenu eskimizirano od Kuskwogmiut Eskima, a s njima su živjeli i u selu Napai.